# ズラトコ・ヴヨヴィッチ
ズラトコ・ヴヨヴィッチ（Zlatko Vujović, 1958年8月26日 - ）は、クロアチア（旧ユーゴスラビア）の元サッカー選手。ポジションはFW。

## 経歴
ヴヨヴィッチは、双子の兄弟のゾランと共に1976年にハイデュク・スプリトで選手経歴を開始した。ハイデュクでは10シーズン間在籍し、リーグ優勝1回（1979年）とカップ優勝2回（1977年、1984年）に貢献した。1981年にはヴェチェルニ・リスト (en) 紙が選定するユーゴスラビア年間最優秀選手賞を受賞した。1986年からは国外へ活躍の場を移しフランスの強豪FCジロンダン・ボルドーへ移籍。移籍初年度の1986-87シーズンにリーグとカップの二冠に貢献した。ボルドーで2シーズンを過ごした後は、同じフランスのASカンヌ、パリ・サンジェルマン、FCソショー、OGCニースを渡り歩き、1993年に現役を引退した。
ユーゴスラビア代表としては、1979年4月1日に行われたUEFA欧州選手権1980予選のキプロス戦で代表デビューを飾った（試合は3-0でユーゴの勝利）。1982年のFIFAワールドカップ・スペイン大会では3試合に出場、1984年のUEFA欧州選手権1984、1990年のFIFAワールドカップ・イタリア大会では5試合に出場しベスト8進出に貢献した。ヴヨヴィッチはイタリア大会を最後に代表から退くまで、国際Aマッチ70試合に出場し25得点を記録した。

## 個人タイトル
- ヴェチェルニ・リスト紙選定ユーゴスラビア年間最優秀選手賞 1回（1981年）